# Enrique Guaita
Pour les articles homonymes, voir Guaita (homonymie).
Enrique Lucas Gonzales Guaita, surnommé Enrico Guaita en Italie, né le 11 juillet 1910 à Lucas González et décédé le 18 mai 1959 à Buenos Aires, est un footballeur argentin et italien.
Sélectionné tour à tour en équipe d'Argentine et en équipe d'Italie, il remporte avec cette dernière la Coupe du monde en 1934. 

## Biographie
En tant qu'attaquant, Enrique Guaita joue dans deux clubs argentins, Estudiantes de La Plata et le Racing Club de Avellaneda, et un club italien, l'AS Rome, de 1933 à 1935. En Italie, il est le meilleur buteur de Serie A en 1935 et atteint avec son équipe la 5e puis la 4e place de championnat en 1934 et 1935.
En 1933, avant son départ en Europe, il est sélectionné en équipe d'Argentine à deux reprises, pour un but. Lors de son passage à Rome, il est sélectionné en équipe d'Italie à dix reprises en 1934 et 1935, pour cinq buts. Il est titulaire lors de la Coupe du monde de football de 1934, organisée en Italie, dont il dispute les quatre derniers matchs : les deux quarts de finale, la demi-finale au cours de laquelle il inscrit un but contre l'Autriche, et la finale remportée sur la Tchécoslovaquie. Il remporte également avec l'Italie la Coupe internationale disputée entre 1933 et 1935. Rentré dans son pays natal en 1936, il honore une 4e dernière sélection avec l'Argentine en 1937, sans marquer, au cours de la Copa América 1937 organisée et remportée par l'Argentine.

## Palmarès
Avec l'Italie
- Vainqueur de la Coupe du monde de football en 1934
- Vainqueur de la Coupe internationale en 1933-1935

Avec l'Argentine
- Vainqueur de la Copa América en 1937

## Statistiques
| Saison     | Club                      | Championnat      | Matchs | Buts |
| ---------- | ------------------------- | ---------------- | ------ | ---- |
| 1931       | Estudiantes de La Plata   | Primera División | 34     | 15   |
| 1932       | Estudiantes de La Plata   | PD               | 28     | 17   |
| 1933       | Estudiantes de La Plata   | PD               | 3      | 0    |
| 1933-1934  | AS Rome                   | Serie A          | 32     | 14   |
| 1934-1935  | AS Rome                   | A                | 29     | 28   |
| 1936, 1937 | Racing Club de Avellaneda | PD               | 57     | 31   |
| 1938       | Estudiantes de La Plata   | PD               | 23     | 8    |
| 1939       | Estudiantes de La Plata   | PD               | 4      | 1    |
| Total      | Total                     | Total            | 209    | 116  |